# Mwazulu Diyabanza
Mwazulu Diyabanza, né le 13 décembre 1978 à Kinshasa, est un activiste politique congolais et chef d'un mouvement panafricaniste appelé Unité Dignité Courage--UDC (Yanka Nku). Il a fondé le Front multiculturel anti-spoliation (FMAS), qui vise à réunir les peuples autochtones du monde avec ce qu'il appelle leur patrimoine pillé puis exposé dans les musées européens. Il est aussi contre l'utilisation du franc CFA.

## Biographie

### Enfance, formation et débuts
Mwazulu Diyabanza est né le 13 décembre 1978 à Kinshasa en République démocratique du Congo, mais fuit en France en tant que réfugié politique. 

### Carrière
Il partage son temps entre la France et le Togo. Il est arrêté et condamné à une amende pour avoir simulé le « vol » des objets de musées en France et aux Pays-Bas. Mwazulu Diyabanza prévoit d'autres actions pour les musées en Belgique, en Espagne, en Allemagne, au Portugal, au Royaume-Uni et même au Vatican. 
Le but de son action politico-médiatique étant de tendre un miroir réfléchissant à la communauté européenne qui abrite au sein de tous ses musées, des oeuvres ou objets personnels, également volés, cette fois-ci aux victimes d'un crime contre l'humanité, reconnu comme tel, par la "Communauté Internationale".

## Activisme
Activiste politique congolais et chef d'un mouvement panafricaniste appelé Yanka Nku (Unité, dignité, courage),. Il fonde le Front multiculturel anti-spoliation (FMAS), qui vise à réunir les peuples autochtones du monde avec leur patrimoine pillé et exposé dans les musées en Occident. Il intervient dans des musées pour reprendre le patrimoine africain et filme ses actions de manière à médiatiser le sujet,.
Il fait également campagne contre l'utilisation du franc CFA en Afrique de l'Ouest et du Centre.

### En France
En juin 2020, Mwazulu Diyabanza et plusieurs autres personnes entrent au musée du Quai Branly - Jacques-Chirac à Paris, qui compte environ 90 000 objets provenant d'Afrique subsaharienne,, et y prennent un poteau funéraire du peuple Bari (Tchad) daté du XIXe siècle ; la police récupère l'objet et maintient Mwazulu Diyabanza en garde à vue pendant trois jours. Un juge lui inflige une amende de 1 000 euros pour tentative de vol,. Les cinq militants avec lesquels il travaille encourent jusqu'à dix ans de prison et une amende de 150 000 euros chacun ; quatre d'entre eux sont finalement condamnés à des amendes de 250 à 1 000 euros chacun, mais évitent la prison.
Un mois plus tard, le 30 juillet 2020 à Marseille, Mwazulu Diyabanza tente de retirer une lance en ivoire du musée des Arts africains, océaniens et amérindiens, puis est acquitté au tribunal, en première instance,,. Il est en revanche condamné à payer 5 000 euros au musée du Louvre et à une peine de prison différée à Paris pour avoir retiré un objet d'origine indonésienne d'une vitrine du musée,.
Le 22 octobre 2020, il est stoppé par les agents de surveillance du musée du Louvre après être entré dans le pavillon des Sessions, consacré aux arts africains, amérindiens et océaniens, et avoir déboulonné une statue en déclarant « Nous sommes venus récupérer ce qui nous appartient. Je suis venu reprendre ce qui a été volé, ce qui a été volé à l'Afrique, au nom de notre peuple, au nom de notre mère patrie l'Afrique ». La statue en question était en fait une sculpture ana déo de la culture Nage, datant du XVIIIe siècle et provenant de l'île de Florès (Indonésie), donc sans aucun rapport avec les cultures africaines.

### Aux Pays-Bas
En septembre 2020, il enlève une statue funéraire congolaise de l'Afrika Museum à Berg en Dal,. En janvier de l'année suivante, il est condamné à deux mois avec sursis et à une amende de 250 euros, dont deux ans de probation. Deux femmes qui ont filmé l'événement et deux hommes qui ont aidé Mwazulu Diyabanza à retirer l'objet sont chacun condamnés à une amende de 100 euros et à un mois de prison avec sursis et deux ans de probation, tous les cinq étant interdits d'entrée au musée pendant trois ans.

## Actions planifiées
Mwazulu Diyabanza a prévu de nouvelles actions pour des musées en Belgique (retardés en raison des verrouillages de musées liés au Covid-19 dans le pays), en Espagne, en Allemagne, au Portugal et même au Vatican. Il a déclaré au journal britannique The Observer : « Nous visiterons le British Museum une fois qu'il rouvrira. Il contient des chefs-d'œuvre très symboliques ».

## Reconnaissances
En avril 2021, Mwazulu est cité par le magazine TimeOut parmi les 50 personnes qui changent le futur. 